# 이천동 (남구)
이천동(梨泉洞)은 대한민국 대구광역시 남구의 법정동 및 행정동이다. 중구 남산동, 대봉동, 수성구 중동, 수성동1가와 마주보고 있다.
본래는 대봉동의 일부였으나, 현 명덕로 이북 지역을 1980년에 중구로 넘기면서 남게 된 명덕로 이남의 나머지 대봉동 지역을 이천동으로 개칭하여 현재에 이르고 있다.
동일한 동명이 수성구에도 있다.

## 지명
이천동 440번지(지금 미8군 병영 및 외인 아파트 등이 있음) 배나무가 있던 지역부터 현 건들바위가 있는 곳으로 흐르던 하천을 구내라 불렀다 한다. 신천이 생기기 전에는 물론 생긴 후 약 30여년 전까지만 해도 수도산 동쪽에서부터 건들바위 일대가 배나무 샘에서 흘러나오는 물로 미나리꽝을 만들어 대구 시민에게 미나리를 제공하였다. 하지만 현재는 주택지가 되어 있다. 또 다른 이야기로는 옛날 강물이 흘러가던 이 곳에 배를 묶어 두는 나루터가 있었다는 이야기도 전해지고 있다. 특히 조선 초기 한문학을 집대성한 석학 서거정 선생은 이 곳 "삿갓바위에서 고기낚기"란 제목으로 대구 10경을 노래했다고도 하나, 지금은 건들바위만 홀로 서서 옛날의 물 맑은 시절 뛰어놀던 고기 떼는 오간데 없고 시끄러운 자동차 소음만 귓전에 남아 구내의 자취를 간직하고 있다.

## 교육
- 대봉초등학교
- 대구영선초등학교
- 대구중학교

## 아파트
| 단지명                       | 건설사                        | 시행사                               | 주소               | 입주        | 비고 |
| ---------------------------- | ----------------------------- | ------------------------------------ | ------------------ | ----------- | ---- |
| 희망교 대성유니드            | 대성산업㈜ 건설부문           | 대성산업㈜ 건설부문                  | 남구 희망로5길 12  | 2006년 6월  |      |
| 대봉교역 금호어울림 에듀리버 | 금호산업                      | 배나무골 주택재개발정비조합          | 남구 대봉로30길 12 | 2023년 8월  |      |
| 교대역 월드메르디앙          | 월드건설㈜                    | 이천동 재건축정비사업조합            | 남구 이천로19길 68 | 2006년 9월  |      |
| 교대역 푸르지오 트레힐즈     | 대우건설                      | 문화지구 재개발정비조합              | 남구 이천로 105-5  | 2024년 10월 |      |
| 대봉교역 태왕아너스          | ㈜태왕이앤씨                  | 이천동 한마음 주택재건축정비사업조합 | 남구 대봉로 162    | 2023년 3월  |      |
| 이천주공 1단지               | ㈜서한                        | 대한주택공사                         |                    | 1999년 6월  |      |
| 이천주공 2단지               | 호반건설산업㈜ 우일건설산업㈜ | 대한주택공사                         | 남구 희망로 57     | 2002년 12월 |      |
| 이천뜨란채 3단지             | 남양건설                      | 대한주택공사                         | 남구 대봉로26길 38 | 2006년 7월  |      |